# Oliva pontina
L'oliva pontina o nucleo olivare superiore (o SOC, dal termine inglese superior olivary complex) è una parte del midollo allungato, situata nel ponte di Varolio.
Essa contiene le paraolive ed è coinvolta nella regolazione del movimento, avendo infatti importanti collegamenti con il cervelletto, con il quale coopera nel controllo delle vie motorie. Riceve informazioni anche dal nucleo rosso e dalla corteccia cerebrale.
Può parzialmente sostituirsi al cervelletto (in particolare al paleocerebello e/o al neocerebello), in caso di sua lesione funzionale.